# سوفیپول
سوفیپول (به لهستانی:  Sofipol) یک روستا در لهستان است که در گمینا گرودک واقع شده‌است.